# Vincenzo Cavalla
Vincenzo Cavalla (Villafranca d'Asti, 18 aprile 1902 – Matera, 14 febbraio 1954) è stato un arcivescovo cattolico e biblista italiano.

## Biografia
Laureato in lettere e teologia, fu canonico della cattedrale di Asti. In qualità di biblista collaborò con l'Enciclopedia Cattolica (1948-1954) per la stesura di diverse voci riguardanti la Sacra Scrittura.

### Ministero episcopale
L'8 settembre 1946 papa Pio XII lo nominò arcivescovo metropolita di Acerenza ed arcivescovo di Matera; fu consacrato il 28 ottobre successivo e fece il suo ingresso in arcidiocesi il 1º dicembre.
Il suo impegno si diresse in particolare all'Azione Cattolica; subito dopo la sua elezione iniziò la visita pastorale dell'arcidiocesi. Nel 1949 tenne un Congresso mariano diocesano; fondò anche la "Lega per l'apostolato della gioia". Nei locali del Seminario diocesano istituì il Collegio arcivescovile con annessa una scuola media parificata. Durante il suo episcopato iniziarono i lavori per riportare la cattedrale di Acerenza al suo stile originario.
Morì improvvisamente a Matera il 14 febbraio 1954.

## Genealogia episcopale
La genealogia episcopale è:
- Cardinale Scipione Rebiba
- Cardinale Giulio Antonio Santori
- Cardinale Girolamo Bernerio, O.P.
- Arcivescovo Galeazzo Sanvitale
- Cardinale Ludovico Ludovisi
- Cardinale Luigi Caetani
- Cardinale Ulderico Carpegna
- Cardinale Paluzzo Paluzzi Altieri degli Albertoni
- Papa Benedetto XIII
- Papa Benedetto XIV
- Papa Clemente XIII
- Cardinale Marcantonio Colonna
- Cardinale Giacinto Sigismondo Gerdil, B.
- Cardinale Giulio Maria della Somaglia
- Cardinale Carlo Odescalchi, S.I.
- Cardinale Costantino Patrizi Naro
- Vescovo Emiliano Manacorda
- Vescovo Giovanni Andrea Masera
- Vescovo Albino Pella
- Vescovo Umberto Rossi
- Arcivescovo Vincenzo Cavalla